# 平妃 (康熙帝)
平妃（17世纪？—1696年），赫舍里氏，滿洲正黃旗人，四大輔政大臣之首一等文忠公索尼之孫女，一等承恩公、領侍衛內大臣噶布喇之女，孝誠仁皇后之妹，清朝康熙帝之妃。

## 生平
康熙十九年（1680年）十月，赫舍里氏和孝昭仁皇后之妹鈕祜祿氏同時嫁入宮中。十月十五日，內務府上奏詢問這兩位格格入宮後的待遇等級，康熙帝下旨稱：「一位格格給妃之等級，一位格格給貴格格之等級」。同日，相關部門上奏稱：「進內之兩格格，經太皇太后旨意，令由南大門入內。之後，經由何門入內」。得旨：「令由隆宗門、內右門入內」。十月十九日，兩位格格已經入宮，妃級之格格鈕祜祿氏入住永壽宮，而貴格格（即貴人）級之格格赫舍里氏則入住儲秀宮。當代研究者王冕森認為康熙帝安排孝誠仁皇后及孝昭仁皇后的胞妹入宮，既有維持八旗勳舊世家與宮廷婚姻關係的意義，亦可能是對兩位早逝皇后的一種余澤:248。
康熙二十三年正月二十九日，內務府檔案稱儲秀宮格格的飲食各項、年用緞匹等均按照妃例配給，並奉康熙帝旨意，將內管領拖爾弼分派與儲秀宮格格。由於當時的後宮制度中，每一位妃位分有一個內管領，每兩位嬪位共同分有一個內管領，所以儲秀宮格格當是由貴格格（即貴人）級直升至妃級:248。
康熙三十年正月二十六日辰時，生康熙帝第二十四子胤禨 （同年三月初一日辰時夭折，未序齒）。康熙三十五年六月二十日，妃赫舍里氏在景山病逝，遺體由景山東門外移送到朝陽門外園內安厝。六月二十七日，康熙帝諭禮部：「原任領侍衛內大臣、一等公噶布喇之女何舍里氏，選入宮中，未經冊封，倐以疾逝，良用軫惻，今追封為平妃」，可知其因未能等到冊封後宮主位的批次而沒有被正弍冊封為妃位:248-249。同年十月，安葬於清景陵妃園寢。
「平」字的滿文寫作「necin」，意為「平和」:249。